# Locomotiva Forney
Le locomotive Forney sono un particolare tipo di locotender brevettato da Matthias N. Forney tra il 1861 e il 1864. 

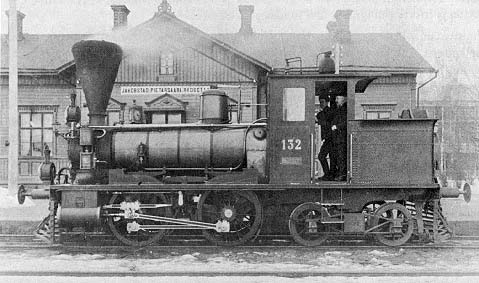
Una locomotiva 0-2-2T "Forney" costruita nel 1886 da SLM per le ferrovie Finlandesi

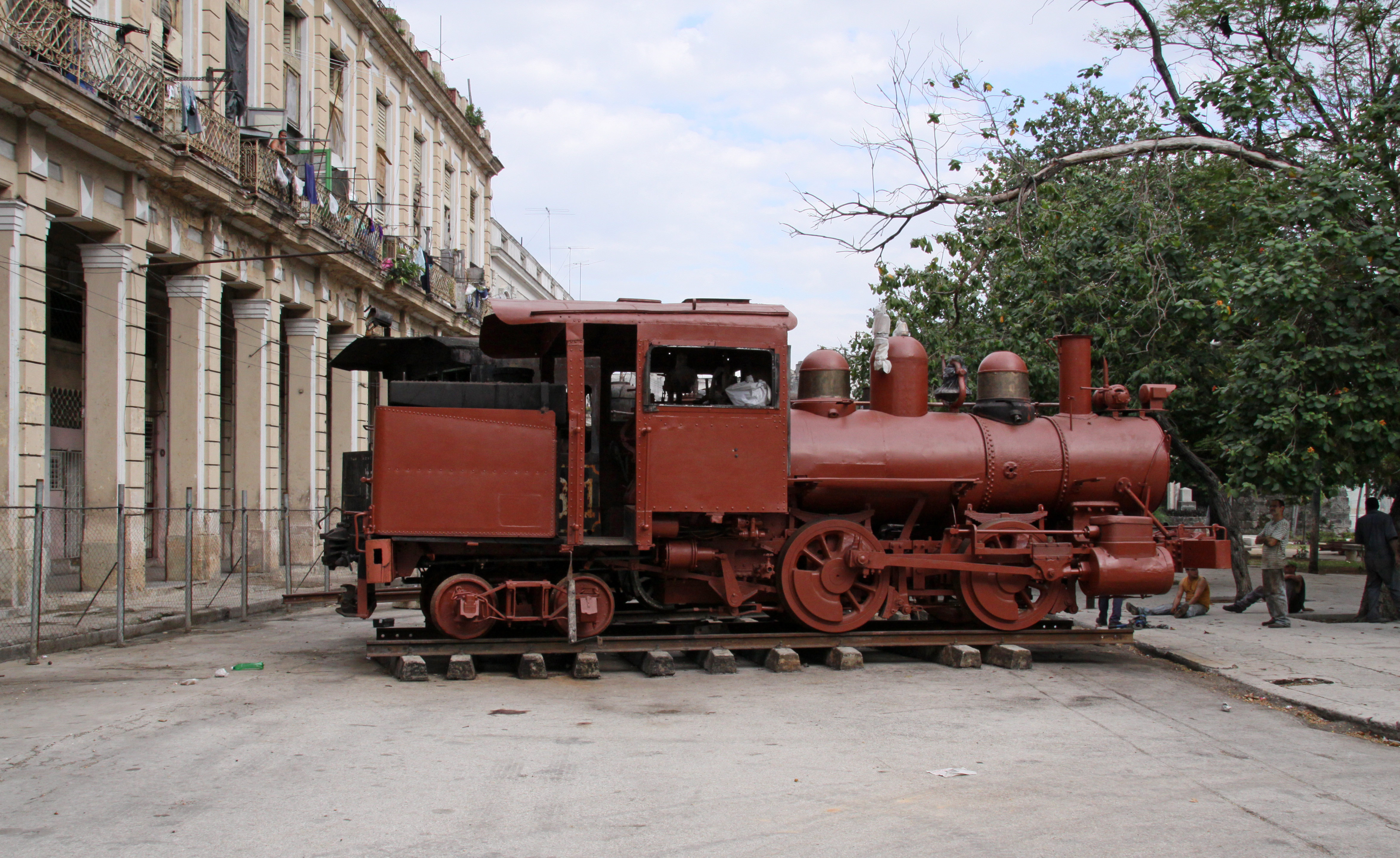
Locomotiva tipo Forney delle ferrovie cubane

## Caratteristiche e storia
Le caratteristiche salienti di una locomotiva Forney sono:
- Il rodiggio 0-2-2T costituito da due assi accoppiati motori e due assi portanti montati su un carrello (ma anche 0-2-3T, 0-3-2T e 0-3-3T[1]).
- Possibilità di scostamento trasversale delle ruote portanti.
- Scorte di combustibile e di acqua disposte sopra il carrello portante.

Le locomotive erano bidirezionali, e potevano viaggiare sia con le caldaia in avanti, sia con la cabina/tender frontale (in questo caso come fossero delle 2-2-0 effettive), pertanto non richiedevano giratura a capolinea. Il tipo di rodiggio, sospeso su tre punti aveva un buon comportamento dinamico e una eccellente tenuta di linea. L'assenza di flange sull'asse interno permetteva un'ottima inscrizione nelle curve strette. La massa di combustibile e di acqua disposta sul carrello assicurava una massa aderente equilibrata e costante rispetto ad altre tipologie di locomotive. 
Un gran numero di locomotive Forney furono costruite per le ferrovie di superficie per pendolari costruite in città come New York, Chicago e Boston. Tali ferrovie richiedevano una piccola locomotiva veloce, stabile e in grado di inscriversi in curve molto strette. Le locomotive Forney si rivelarono ideali ma il loro uso decadde in seguito all'elettrificazione delle linee per cui esse erano state prescelte. 
Le Forney furono anche popolari sulle ferrovie a scartamento ridotto da 2 ft (610 mm) (ferrovie del Maine) e si diffusero in Nord-America e Canada, in Messico e area Caraibi 
In seguito vennero approntate anche versioni più convenzionali, con ruote di guida flangiate e rodiggio 1-2-2 o 0-2-1.
Locomotive Forney sono ancora visibili sulla Maine Narrow Gauge Railroad Museum (Ferrovia museo a scartamento ridotto del Maine), al Transportation Museum Forney e nella Disneyland Railroad.